# Семь шагов за горизонт
«Семь шагов за горизонт» — научно-популярный фильм, снятый в 1968 году на студии «Киевнаучфильм» режиссёром Феликсом Соболевым. Сенсационный для своего времени фильм исследует пределы возможностей человеческого мозга, творческих и сенсорных способностей человека.
Наряду с двумя другими фильмами Феликса Соболева «Биосфера! Время осознания» и «Я и другие» входит в число 100 лучших фильмов в истории украинского кино.

## Содержание
В киноэкспериментах, поставленных в фильме, принимают участие: счётчик-феномен Игорь Шелушков; Б. Дрожин — человек, якобы владеющий телепатическими и сенсорными способностями; бард-импровизатор Александр Смогул; гроссмейстер, чемпион мира по шахматам Михаил Таль, дающий в фильме сеанс одновременной игры на десяти досках вслепую; врач-психотерапевт Владимир Райков, который с помощью гипноза добивается «высвобождения» потенциальных возможностей среди участников эксперимента.
Финальная фраза Владимира Райкова «Дерзайте, вы талантливы!», обращённая и к участникам эксперимента и к зрителям, стала названием одного из следующих фильмов Феликса Соболева.

## Съёмочная группа
- Режиссёр: Феликс Соболев
- Сценарист: Евгений Загданский
- Консультант: Артур Петровский
- Оператор: Леонид Прядкин
- Звукооператор: Леонид Мороз
- Художник: С. Старов
- Монтаж: Н. Соболева
- Ассистенты режиссёра: Виктор Олендер, Г. Хуторской, С. Новофастовский
- Ассистенты оператора: В. Верлинский, В. Кондратьев
- Редактор: Юрий Аликов
- Директор: С. Орловский

## Награды
- 1969 — VII МКФ научно-фантастических фильмов в Триесте (Италия): гран-при «Золотой астероид»
- 1969 — X смотр документальных и научно-популярных фильмов в Ленинграде (СССР): приз и диплом первой степени
- 1969 — II Республиканский фестиваль детских и юношеских фильмов в Одессе (СССР): диплом

## Культурное влияние фильма
У российской рок-группы «Егор и опизденевшие» в альбоме «Сто лет одиночества» представлены композиции «Семь шагов за горизонт (часть 1)» и «Семь шагов за горизонт (часть 2)».